# Ameristadion
Ameristadion är en arena belägen i den georgiska huvudstaden Tbilisi. Den används idag främst till fotbollsmatcher och är hemmaplan för fotbollsklubben FC Gagra Tbilisi, som spelar i landets högsta liga, Umaghlesi Liga. Ameristadion har en kapacitet på 1 000 åskådare.